# Кавунова бомба
Кавунова бомба - оригінальна фугасо метальна зброя (міномет) що використовувалася Армією Ізраїлю в бойових діях проти арабських армій
.
Кавунова бомба складалася з імпровізованої пускової установки в яку вставлявся боєприпас що виготовлений на основі метального заряду РПГ «Супер Базука», на який монтувався масивний фугас. Установка метала заряд приблизно на 140 метрів, потім заряд вибухав на висоті приблизно 10 метрів за допомогою уповільненого детонатора. Міномет був розроблений інженерною групою під керівництвом Давида Ласкова.
За рахунок підриву в повітрі кавунова бомба мала великий уражуючий уламковий ефект по піхоті супротивника
. Перевагами кавунової бомби була її компактність, легкість і простота. Особливо вона була корисна в боях в Єрусалимі де за домовленістю обидві сторони не використовували важку артилерію.

## Цікаві факти
- Аналогічні фугаси, для запуску з гранатомета, використовуються українськими військами в Російсько-українській війні. Це зумовило появу відомостей про «кавунову бомбу», в українських ЗМІ[3].
- В буквальному розумінні кавунова бомба як зброя присутня в деяких комп'ютерних і мобільних іграх[4][5].